# Jaco van Dormael
Jaco van Dormael (Ixelles, 9 de febrero de 1957) es un director, guionista y dramaturgo belga. Aunque no exentas de complejidad narrativa, sus películas son mayoritariamente aclamadas por la crítica, y destacan por su representación respetuosa y comprensiva de las personas con discapacidad.
Van Dormael pasó su infancia viajando por Europa antes de estudiar cine en la escuela INSAS, en Bruselas; durante esa etapa escribió y dirigió su primer cotrometraje, Maedeli la brèche (1981), que recibió el premio de honor a la Mejor Película Extranjera en los Student Academy Awards.  
El primer largometraje comercial de Van Dormael, Totó, el héroe (1991), cosechó un éxito inmediato y ganó el premio Caméra d'Or en el Festival de Cannes. En 2009 se estrenó otro de sus filmes más sobresalientes, Mr. Nobody.

## Carrera

### Mr. Nobody
Considerada una de sus obras más importantes, la cinta se presentó en la 66.ª edición del Festival Internacional de Cine de Venecia y ganó el premio Osella en las categorías Mejor Diseño de Producción y Mejor Película Biográfica, que fue entregado a su responsable, Sylvie Olivé; en el mismo certamen fue nominado al León de Oro. En el Festival de Cine de Sitges de 2009 fue galardonada con el premio a los mejores efectos de maquillaje y quedó entre las candidatas a mejor película. En el Festival de Cine de Estocolmo fue elegida como mejor película y nominada al Caballo de Bronce.

## Filmografía
| Año  | Película                      | Créditos como | Créditos como | Créditos como | Notas                    |
| Año  | Película                      | Director      | Guionista     | Productor     | Notas                    |
| ---- | ----------------------------- | ------------- | ------------- | ------------- | ------------------------ |
| 1991 | Toto, el héroe                | Sí            | Sí            |               |                          |
| 1996 | El octavo día                 | Sí            | Sí            |               |                          |
| 2007 | La face cachée                |               |               | Sí            |                          |
| 2009 | Mr. Nobody                    | Sí            | Sí            | Sí            | Coproductor              |
| 2014 | Les Vacances du Petit Nicolas |               | Sí            |               | Escritor colaborador     |
| 2015 | El nuevo Nuevo Testamento     | Sí            | Sí            | Sí            | Coescritor Thomas Gunzig |

## Premios y distinciones
Festival Internacional de Cine de Cannes
| Año  | Categoría                                            | Película      | Resultado |
| ---- | ---------------------------------------------------- | ------------- | --------- |
| 1991 | Caméra d'or                                          | Toto le Héros | Ganador   |
| 1991 | Premio de la Juventud a la mejor película extranjera | Toto le Héros | Ganador   |

Festival Internacional de Cine de Venecia
| Año  | Categoría                | Película   | Resultado |
| ---- | ------------------------ | ---------- | --------- |
| 2009 | Premio Biografilm Lancia | Mr. Nobody | Ganador   |